# Евангелос Дамаскос
Евангелос Дамаскос (грч. Ευάγγελος Δαμάσκος) је био грчки атлетичар специјалиста у дисциплини скок мотком који је учествовао на првим Олимпијским играма 1896 у Атини.
Теодоропулос је са своја два сународника Јоанисом Теодоропулосом и Василидосом Ксидасом и двојицом америчких атлетичара Велс Холтом и Албертом Тајлером учествовао у такмичењу скока мотком на Олимпијским играма 1896.
Почетну висину од 2,40 прескочиле су сва три Грка и оба Американца. На следећој висину од 2,60 m отпао је Василис Ксадис, а остали су прескочили. На трећој висини отпала су оба Грка и поделили су треће место. Борбу за титулу су водили Американци. Први је био Хојт са 3,30, а други Тајлер скоком од 3,20 метара.